# 조지아의 언어
캅카스의 가장 다민족/다언어국가들의 하나로서 조지아는 고대부터 알려져 있다. 조지아의 많은 민족들은 멀리 있고 접근하기 힘든 지방에 살고 있다. 그래서 그들은 자기자신의 언어로 말하고 있다. 총괄적으로 말하면 조지아에서는 6개의 서로 다른 어족들중에서 23개의 언어로 말하고 있다.

## 국가언어

캅카스의 널리 퍼져 있는 서로 다른 어족들

조지아의 국가언어로서는 약 400만명이 말하고 있는 조지아어이다. 조지아어는 캅카스어족에 속해 있다. 그리고 서력 기원전 5세기부터 조지아 문자를 사용하고 있다. 조지아어는 조지아인구의 80%가 정말 모국어로 사용하고 있다.

## 나머지 언어들
조지아의 다른 언어들중에서 남캅카스어족에 속해 있는 밍그렐리야어(약 50만명의 화자들), 인도유럽어족 아르메니아어(약 45만명의 화자들)와 러시아어(화자들의 수는 소비에트 연방 붕괴이후에 현저하게 줄었다), 투르크어족 아제르바이잔어(약 30만명의 화자들), 그런데 물론 서캅카스어족 압하스어와 이란어족 오세트어(최근에 약 10명이 말하고 있다)가 기입하고 있는 것이 있다.
10만과 더 많은 사람들이 말하고 있는 조지아의 언어들
- 조지아어   400만명, 남캅카스어족(카르트벨리어족);
- 밍그렐리야어   60만명, 남캅카스어족(카르트벨리어족);
- 아르메니아어   25만명, 인도유럽어족;
- 러시아어   40만명, 인도유럽어족(슬라브어족);
- 아제르바이잔어   30만명, 투르크어족;
- 압하스어   10만명, 서캅카스어족;
- 오세트어   10만명, 인도유럽어족, 이란어족.

## 조지아 언어들의 분류
- 남캅카스어족(카르트벨리어); 총괄적으로 말하면 조지아에 450만명의 화자들이 있다
  - 카르툴리어족
    - 조지아어(카르툴리)(400만명의 화자들, 전부 500만명)
      - 방언들: 이메레틴스키, 레치후민스키, 구리스키, 아자르스키, 이메레틴스키, 카헤틴스키, 인길로이스키, 투신스키, 헵수르스키, 모헵스키, 프샵스키, 므티울스키, 페레이단스키, 메스호자바헤츠키, 유대조지아어.

  - 찬스키어족
    - 밍그렐리야어(50만명)
    - 라즈어(2.000명)

  - 사네츠키어족
    - 스바네츠키(1만5.000명)
- 서캅카스어족; 총괄적으로 말하면 조지아에 10만명의 화자들이 있다.
  - 압하스어족
    - 압하스어(10만명); 방언들: 브지비스키, 압수안스키, 사무르자칸스키.
- 동캅카스어족; 총괄적으로 말하면 조지아에 1만명의 화자들이 있다.
  - 나흐어족
    - 바티신스키(3,500명)
    - 체첸어(몇천명의 피난민들)

  - 다게스탄어족
    - 레즈긴어족
      - 아바르어(약 1,000명)

    - 레즈긴어족
      - 레즈긴어 (4,000명)
      - 우딘어(1,000명)
- 인도유럽어족; 총괄적으로 말하면 조지아에 70만명(전부 1,200만명)의 화자들이 있다.
  - 아르메니아어족
    - 아르메니아어(45만명)

  - 이란어족
    - 북동이란어족
      - 오세트어(10만명)

    - 북서어족
      - 쿠르만지어(4만명)

  - 그리스어족
    - 그리스어(15만명)

  - 슬라브어족
    - 러시아어(전부 40만명)
    - 우크라이나어(전부 5만명)
    - 폴란드어(약 5천면)
- 투르크어족; 총괄적으로 말하면 조지아에 40만명의 화자들이 있다.
  - 오구즈어족
    - 아제르바이잔어(30만명)
    - 우룸어(10명)
    - 튀르키예어(오스만)(3,000명)

  - 킵차크어족
    - 타타르어(3,000명)
- 아프로아시아어족; 총괄적으로 말하면 조지아에 단지 4,000명의 사용자들이 있다.
  - 셈어족
    - 아람어족
      - 보흐탄네오아람어(약 1,000명)
      - 아시리아어(동아시리아어)(약 3,000명)